# Plectus globilabiatus
Plectus globilabiatus är en rundmaskart som beskrevs av Kiryanova 1958. Plectus globilabiatus ingår i släktet Plectus och familjen Plectidae. Inga underarter finns listade i Catalogue of Life.